# Thomas Sanders Dupuis

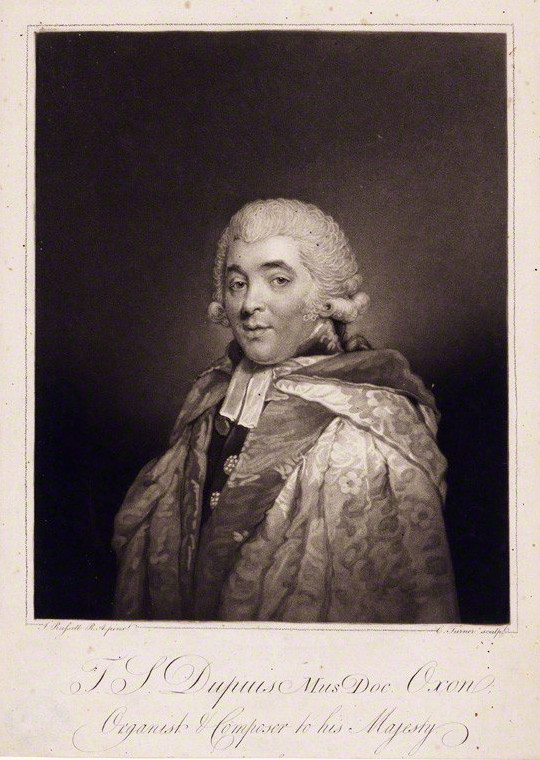
Thomas Sanders Dupuis

Thomas Sanders Dupuis (* 5. Novemberjul. / 16. November 1733greg. in London; † 17. Juli 1796 ebenda) war ein englischer Komponist und Organist französischer Abstammung.

## Leben
Dupuis entstammt einer Familie von Hugenotten. Er war Chorknabe der Chapel Royal unter Bernard Gates. Später wurde er Mitglied der Royal Society of Musicians.
1773 war Dupuis Organist der Charlotte-Street-Chapel unweit des Buckingham Palace. Am 24. März 1779 wurde er als Nachfolger von William Boyce zum Organisten der Chapel Royal gewählt und galt als einer der besten Organisten seiner Zeit.
Dupuis schrieb Konzerte, Sonaten und Lessons für Orgel und Cembalo sowie sechs Duette für zwei Violoncello. Eine dreibändige Sammlung seiner Kirchenwerke wurde  postum von seinem Schüler John Spencer unter dem Titel Cathedrale Music (London 1797) herausgegeben. 
Dupuis starb am 17. Juli 1796 und wurde am 24. Juli in Westminster Abbey beigesetzt. 